# Antarctisch Schiereiland
Het Antarctisch Schiereiland, vroeger ook Palmerschiereiland genoemd, is het meest noordelijk gelegen gedeelte van het vasteland van Antarctica. Het schiereiland strekt zich uit richting Zuid-Amerika en vormt een onderdeel van West-Antarctica. Het noordelijkste deel van het schiereiland is een van de weinige delen van Antarctica die ten noorden van de zuidpoolcirkel liggen.
Het schiereiland is erg bergachtig en bestaat uit Grahamland in het noorden en Palmerland meer naar het zuiden. De hoogste bergtop, genaamd Jackson steekt 3184 meter boven de zeespiegel uit. Deze bergen worden gezien als voortzetting van de Andes, met de grotendeels onderzeese Scotiarug die de twee gebergten met elkaar verbindt. Voor de kust van het schiereiland liggen onder andere Alexandereiland en de Larsen-ijsplaat.
Aangezien het schiereiland het mildste klimaat van Antarctica heeft, bevinden zich de meeste onderzoeksstations op het schiereiland of op een van de vele langs de kust gelegen eilanden. Het Chileense onderzoekstation Villa Las Estrellas is het grootste.
Het schiereiland wordt (deels) geclaimd door Chili (Chileens Antarctica, Argentinië (Argentijns Antarctica) en het Verenigd Koninkrijk (Brits Antarctisch Territorium).

## Ecoregio
De kustgebieden die vrij zijn van een permanente ijsbedekking worden door het World Wildlife Fund erkend als een ecoregio, die ook wel Marielandia genoemd wordt. De code is AN1101 en het bioom ervan is toendra. De enige bloeiende planten die er thuishoren zijn Deschampsia antarctica en Colobanthus quitensis, daarnaast is er een aantal mossen en korstmossen. Er zijn geen landzoogdieren maar wel een zestal robben, te weten Lobodon carcinophagus, Ommatophoca rossii, Hydrurga leptonyx, Leptonychotes weddellii, Mirounga leonina en Arctocephalus gazella. Er is een vrij groot aantal vliegende zeevogels die er broeden, zoals  Fulmarus glacialoides, Macronectes giganteus, Daption capense, Pagodroma nivea, Oceanites oceanicus, Phalacrocorax atriceps, Chionis alba, Stercorarius maccormicki, Catharacta lonnbergi, Larus dominicanus en Sterna vittata. Daarnaast zijn er zes soorten pinguïns.

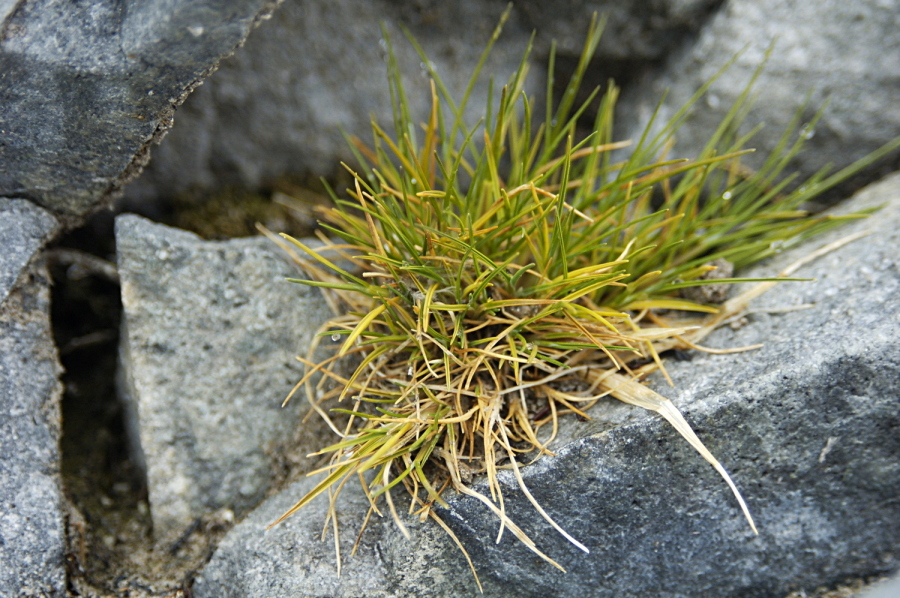
Antarctische smele, een van de twee plantensoorten die op Antarctica voorkomen.

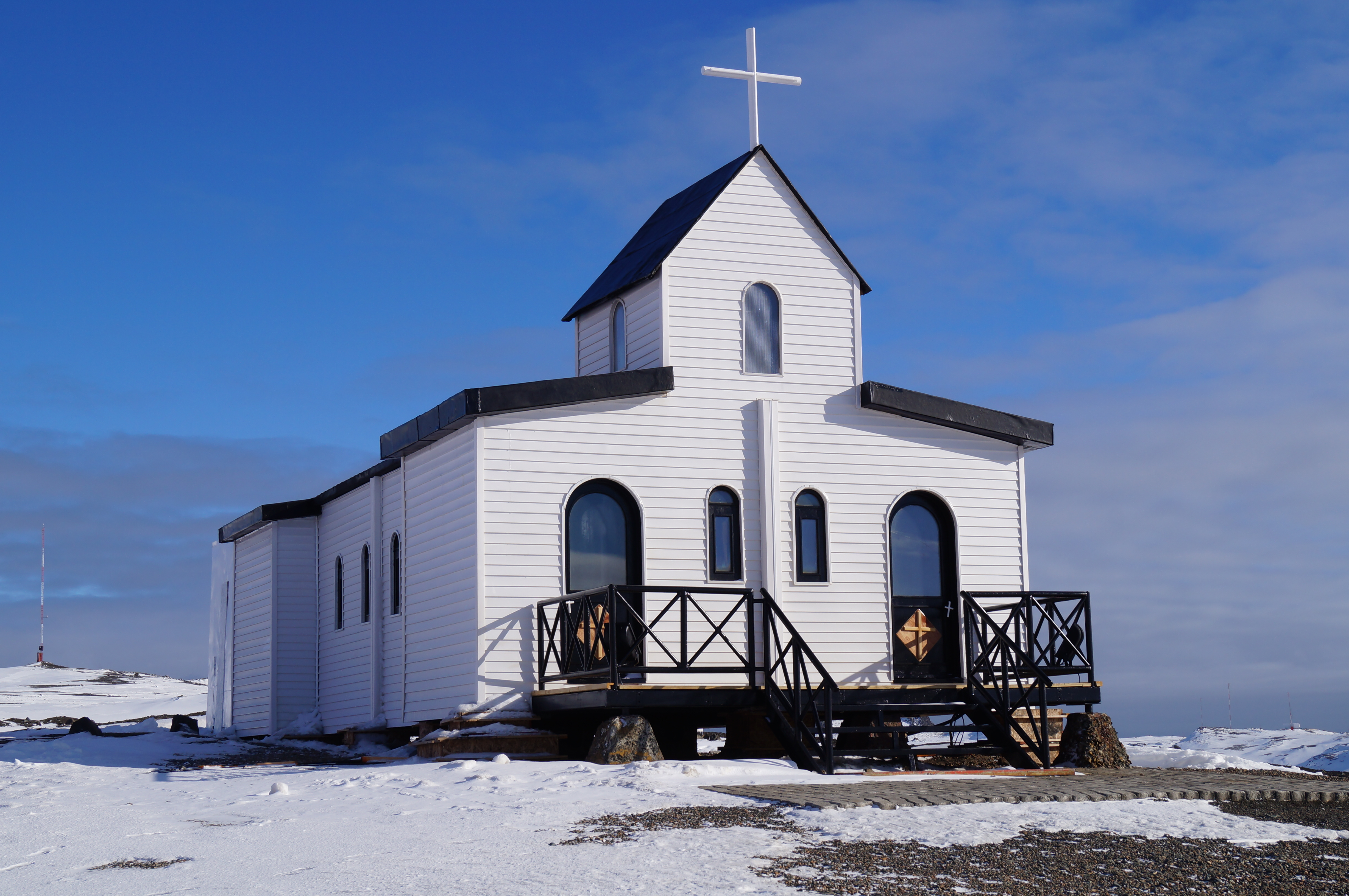
Kapel in Villa Las Estrellas

.